# Dido Harding, Baroness Harding of Winscombe

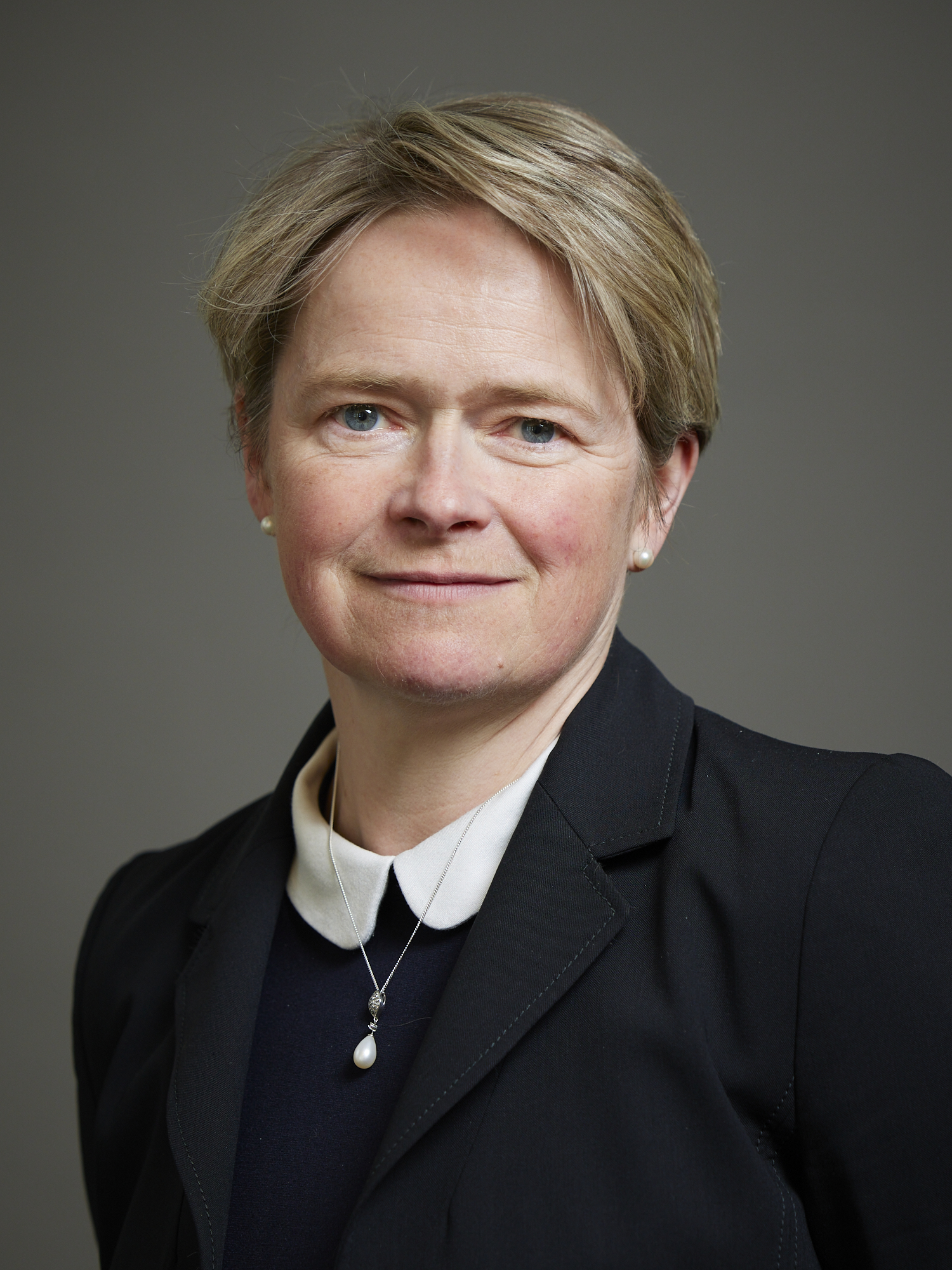
Dido Harding, Baroness Harding of Winscombe (2023).

Diana Mary „Dido“ Harding, Baroness Harding of Winscombe (* 9. November 1967 in Deutschland) ist eine britische Wirtschaftsmanagerin und Politikerin der Conservative Party. Sie ist seit 2014 als Life Peeress Mitglied des House of Lords und war von 2020 bis 2021 Chief Executive Officer der UK Health Security Agency.

## Leben

### Familiäre Herkunft, Wirtschaftsmanagerin und Pferderennsport
Diana Mary „Dido“ Harding ist die Tochter von John Harding, 2. Baron Harding of Petherton (1928–2016), und dessen Ehefrau Harriet Hare († 2012) sowie väterlicherseits die Enkelin von Field Marshal John Harding, 1. Baron Harding of Petherton (1896–1989). Mütterlicherseits ist sie die Enkelin von Major-General James Francis Hare (1897–1970). Ihr jüngerer Bruder William Allan John Harding (* 1969) erbte beim Tod des Vaters 2016 den Titel als 3. Baron Harding of Petherton.

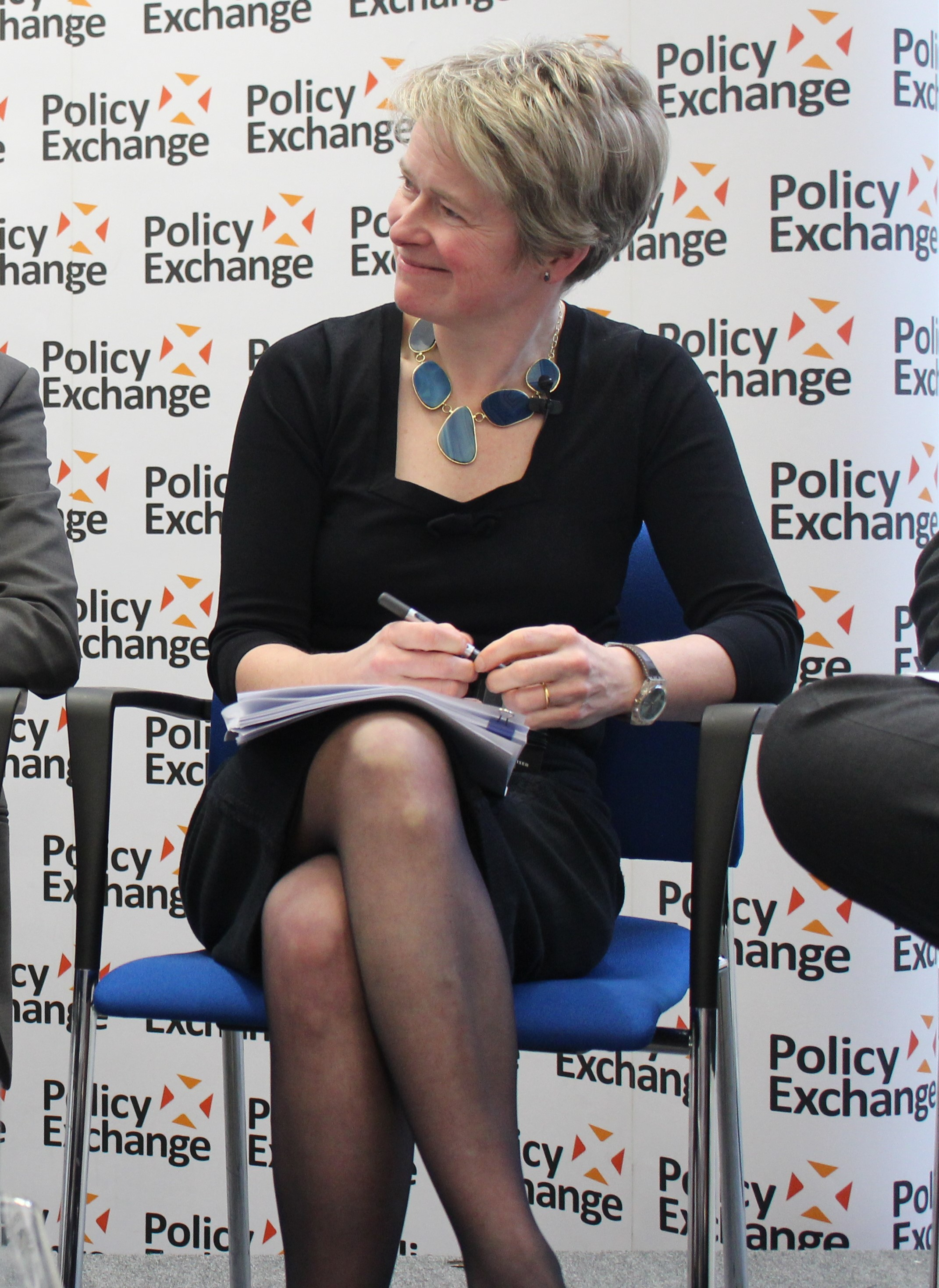
Dido Harding bei einer Podiumsdiskussion 2013.

Dido Harding selbst wuchs auf der Schweinefarm der Familie in Dorset auf und besuchte von 1978 bis 1985 die St. Antony’s Leweston, damals eine private katholische Mädchenschule. Anschließend absolvierte sie ein interdisziplinäres Studium der Fächer Philosophie, Politik und Wirtschaft am Magdalen College der University of Oxford, wo der spätere Premierminister David Cameron zu ihren Kommilitonen gehörte. Nach Abschluss ihres Studiums 1988 trat sie der Unternehmensberatung McKinsey & Company bei und absolvierte zudem ein postgraduales Studium an der Harvard Business School, welches sie mit einem Master of Business Administration (MBA) beendete. 1995 wurde sie zur Marketingdirektorin des Tourismuskonzerns Thomas Cook Group ernannt, bevor sie 1998 zum Personaldienstleister ManpowerGroup, dann zum Einzelhandelsunternehmen Kingfisher plc und schließlich 1999 zum Handelskonzern Woolworths Group wechselte. Anschließend fungierte sie von 2000 bis 2004 als Handelsdirektorin für Lebensmittel mit Zusatzstoffen und dann als Direktorin für internationalen Support der Supermarktkette Tesco. 2007 wechselte sie als Convenience-Store-Direktorin zur Supermarktkette J Sainsbury, in deren Vorstand sie 2008 berufen wurde. 2010 wurde sie zur ersten Chief Executive Officer (CEO) der TalkTalk Group ernannt, nachdem die The Carphone Warehouse Group ihr Telekommunikationsgeschäft vom Einzelhandelsgeschäft abspaltete, und hatte diese Position bis Februar 2017 inne. Im Juli 2014 wurde sie ferner zum nicht geschäftsführenden Mitglied des Verwaltungsrats der Bank of England ernannt.
Dido Harding engagiert sich als aktives Mitglied des Jockey Club und nahm mit ihrem englischen Vollblut „Cool Dawn“ an Pferderennen teil, wobei sie 1996 den zweiten Platz bei der St James’s Place Festival Hunter Chase belegte sowie 1998 den Cheltenham Gold Cup gewann.

### Oberhausmitglied und spätere Funktionen

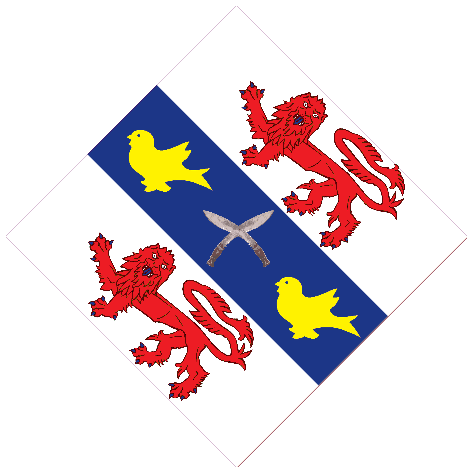
Wappen der Baroness Harding of Winscombe.

Am 15. September 2014 wurde Dido Harding als Baroness Harding of Winscombe, of Nether Compton in the County of Dorset, zur Life Peeress im Sinne des Life Peerages Act 1958 der Peerage of the United Kingdom erhoben und damit Mitglied des House of Lords, des Oberhauses des Parlaments. Im Oberhaus war sie zunächst vom 27. Juni 2017 bis zum 19. Januar 2022 Mitglied des Wirtschaftsausschusses (Economic Affairs Committee) sowie zugleich vom 23. Juli 2021 bis zum 9. Februar 2022 Mitglied des Unterausschusses für Finanzgesetzentwürfe (Finance Bill Sub-Committee).
Nach Beendigung ihrer Tätigkeit für TalkTalk wurde sie am 9. Oktober 2017 von Premierministerin Theresa May als Nachfolgerin von Ed Smith zur Vorsitzenden von NHS Improvement ernannt, ein nicht-ministerielles Gremium, das für die Aufsicht über die Stiftungs-Trusts des Nationalen Gesundheitsdienstes NHS (National Health Service) und die NHS-Trusts sowie über unabhängige Anbieter zuständig ist, die vom NHS finanzierte Pflegeleistungen erbringen, und bekleidete diese Funktion bis zu ihrer Ablösung durch Andrew Valentine Morris im Oktober 2021. Des Weiteren berief sie Premierminister Boris Johnson am 7. Mai 2020 in die neu geschaffene Funktion als Leiter von NHS Test and Trace, ein staatlich finanzierter Dienst, der gegründet wurde, um die Ausbreitung von COVID-19 zu verfolgen und zu verhindern. Diese Funktion behielt sie bis zum 7. Mai 2021, woraufhin die bisherige stellvertretende Chief Medical Officer für England, Jenny Harries, ihre Nachfolge antrat. Zugleich ernannte Premierminister Johnson sie am 18. August 2020 zur kommissarischen Geschäftsführerin der UK Health Security Agency, einer aus Public Health England (PHE) und Teilen des National Health Service (NHS) hervorgegangenen Regierungsbehörde des Gesundheitsministeriums, die für den Gesundheitsschutz und Infektionskrankheiten zuständig ist. Auch dieses Amt bekleidete sie als Nachfolgerin des bisherigen PHE-Geschäftsführers Duncan Selbie bis zum 7. Mai 2021 und wurde ebenfalls von Jenny Harries abgelöst. Seit dem 19. Januar 2022 ist sie Mitglied des Oberhausausschusses für Kommunikation und Digitales (Communications and Digital Committee).
Dido Harding heiratete am 28. Oktober 1995 John David Penrose (* 1964), der von 2005 bis 2024 Abgeordneter der Conservative Party im Unterhaus (House of Commons) war sowie mehrere Juniorminister-Posten bekleidete. Aus dieser Ehe gingen die beiden Töchter Emma Penrose (* 2005) und Becca Penrose (* 2007) hervor.